# منطقه اوئانوکو
منطقه اوئانوکو (به اسپانیایی: Huánuco Region) یک منطقه در پرو است.
مساحت این منطقه  ۳۶۸۴۸٫۸۵ کیلومتر مربع و جمعیت آن ۷۳۰۸۷۱ نفر است.